# Lago Blausee
O lago Blausee é um lago de pequeno tamanho, com somente de 0,64 hectares, sendo que apesar disso é um dos mais famosos lagos de montanha da Suíça e um destino popular em Oberland Bernês, na Suíça. Fica próximo ao município de Mitholz Kandergrund.
Está localizado a 887 metros de altitude, no Vale Kander, a sul da vila Kandergrund e ao lado do rio Kander. Este lago pode ser alcançado através das estações de Frutigen ou Kandersteg.